# Théâtre Petit Lazari

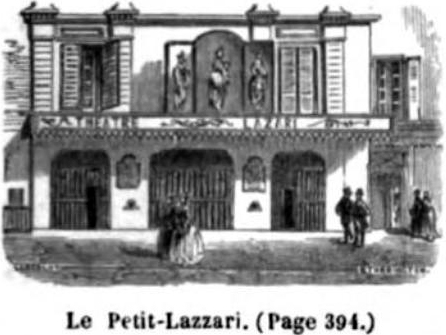
Das Théâtre Lazari vor 1798

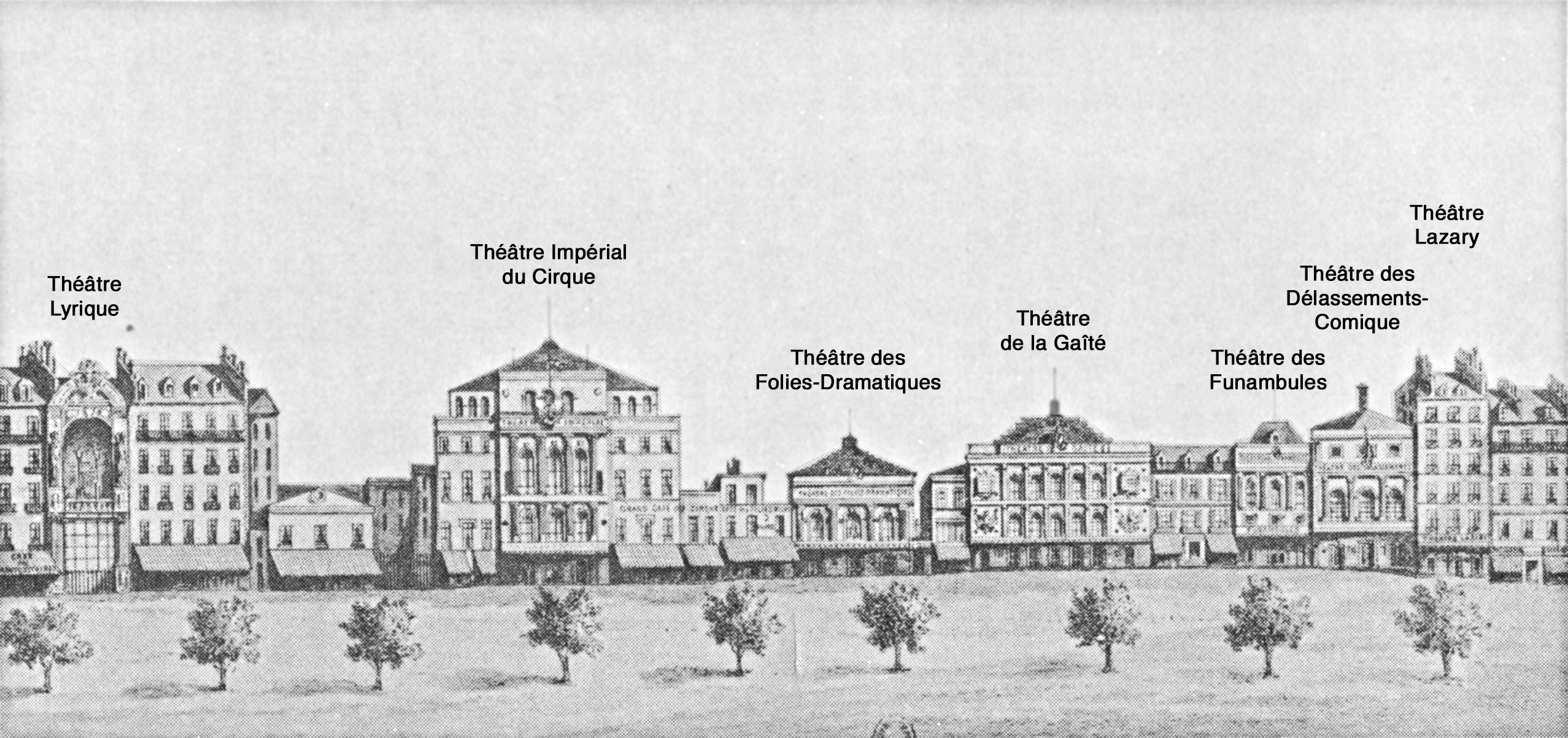
Boulevard du Temple mit dem Théâtre Petit Lazari ganz rechts

Das Théâtre Petit Lazari war ein kleines Theater am Boulevard du Temple, im 3. Arrondissement in Paris.

## Geschichte
Gegründet wurde das Theater 1777 als Probebühne für Gesangs- und Tanzschüler der Oper. Dem Unternehmen war aber kein Erfolg beschieden und so übernahm 1780 ein Industrieller das Haus. Dieser gab nach vier erfolglosen Jahren ebenfalls auf. Die Wiedereröffnung erfolgte unter dem Namen Lycée Dramatique, das einige Jahre mit Erfolg bestehen konnte.
Im Jahr 1792 gab es einen erneuten Besitzerwechsel. Der italienische Schauspieler Lazari nannte seine Bühne nun Varietés Amusantes, was aber nicht mit dem auch kurzzeitig so genannten Théâtre des Délassements–Comiques verwechselt werden darf. Trotz des offiziellen Namens wurde das Theater schon von Anfang an nach seinem Direktor und Hauptdarsteller Théâtre Lazari genannt. Im Lazari wurden Pantomimen, Travestiestücke und Harlekinaden, immer um die Französische Revolution herum, gegeben, aber auch Spottstücke über die ländliche Idylle, die allesamt von Zynismus geprägt waren.
1798 brannte das Gebäude, zu dieser Zeit noch zweigeschossig, vollständig nieder. Lazari war über den Verlust seines teuren Theaters so verzweifelt, dass er sich das Leben nahm. Das Theater wurde nach einiger Zeit, nun mit fünf Geschossen, wiederaufgebaut. Doch waren kleine Einpersonenstücke, mehr ließ die Bühne kaum zu, zu Zeiten der Revolution noch sehr gefragt, nahm das Interesse stetig ab und das Napoleonische Theaterdekret setzte dem Niedergang 1807 ein vorläufiges Ende. Aus dem Haus wurde nunmehr ein Café, in dem es Gesangsvorträge gab, weil das Theaterdekret nicht mehr zuließ.
Gegen 1815 erfolgte die Wiedereröffnung des Theaters, jedoch als Marionettentheater, welches bei den Pariser Kindern sehr beliebt war. In Erinnerung an den ursprünglichen Namensgeber hieß das Haus nun Petit Lazari.
Erst 1830 nahm sich ein ehemaliger Schauspieler des Théâtre de l’Ambigu-Comique des Hauses an, um anstatt Marionetten wieder Schauspieler auf die Bühne zu bringen. In dem kleinen, schmuddeligen Saal saß der Zuschauer direkt beim Orchester und von den Petroleumlüstern tropfte das Lampenöl auf die Kleidung der Besucher.
Es war für den Boulevard du Temple ein unterklassiges Haus und keiner der bekannten Librettisten und Komponisten ließ dort seine Werke aufführen. Aber es war ein echtes Volkstheater, das, nicht nur der geringen Eintrittspreise halber, bei einfachen Leuten sehr beliebt war. In den Pausen erhob sich regelmäßig großer Lärm. Es wurde laut gerufen und gesungen und nebenbei der mitgebrachte Imbiss verzehrt.
Es verwundert also nicht, dass aus dem Ensemble keine großen Namen hervorgingen, außer der später sehr erfolgreichen Alphonsine.
Das Petit Lazari teilte das Schicksal der meisten Theater auf der Nordseite des Boulevard du Temple und wurde im Zuge der Neugestaltung Georges-Eugène Haussmanns im Jahr 1862 abgerissen.